# HS Rīga/Prizma
HS Rīga/Prizma je hokejový klub z Rigy, kde hraje Lotyšskou hokejovou ligu a byl založen roku 1973. Jejich domovským stadionem je Riga ledus halle.

## Vítězství
- Lotyšská liga ledního hokeje - 1997, 2014